# Арда
Вижте пояснителната страница за други значения на Арда.
Арда (антично име – Артеск (ос), средновековно име – Flum d'Arte [Флум д'Арте, река Арте] – ст.фр. редакция), е река в Южна България, област Смолян, област Кърджали и област Хасково и Североизточна Гърция (под името на гръцки: Άρδας, [Ардас]), десен приток на река Марица. Дължината ѝ е 272 km, от които на българска територия – 241,3 km, която ѝ отрежда 9-о място сред реките на България. Река Арда е най-голямата река в Родопите и вторият по големина приток на река Марица след река Тунджа. Река Арда отводнява източните части на Западните Родопи и почти изцяло Източните Родопи. Предполагаемото идентифициране на река Арда с речните имена: Харпесос, Арнесос, не намира потвърждение.

## Географска характеристика

### Извор, течение, устие

#### Извор
Река Арда води началото си от карстовия извор Ардабаши, разположен в северното подножие на Ардин връх (1730 m), на 1455 m н.в. Изворът се намира на 900 m североизточно от върха и на 1,5 km южно от село Горна Арда, община Смолян и е маркиран с указателна табела.

#### Горно течение
Началото на реката представлява планински поток, течащ между гористи склонове с голям наклон – до село Горна Арда на север, а след това до село Арда на североизток. Долината ѝ в този участък е със стръмни склонове, с наклон от 30°-35°, а надлъжният ѝ наклон е много голям – около 189‰.
След село Арда, където има малко долинно разширение, реката завива на север, при село Могилица – на североизток, а от село Кошница до Рудозем – на изток-югоизток, като долината ѝ е със стръмни склонове с наклон до 40°, а широчината ѝ е 100 – 150 m. При село Смилян има второ долинно разширение – до 300 m, след което долината ѝ отново се стеснява, става почти каньоновидна, а наклонът на склоновете ѝ надминава 40°. Речното корито е широко 25 – 30 m, а дъното е чакълесто-песъчливо. Преди град Рудозем се появяват и първите характерни за нея планински меандри.
При Рудозем има поредното долинно разширение, след което реката завива на североизток, а след село Средногорци – на изток-североизток. В този си участък долината ѝ запазва същия си характер със стръмни (до 35°) десни склонове и по-полегати (15°-20°) леви. Тука вече се появяват с пълна сила характерните ѝ меандри. По склоновете на долината във вътрешната страна на меандрите има големи скални участъци. Склоновете са почти голи, на места покрити в основата си със сипеи вследствие на многобройните стръмни дерета, спускащи се от двете страни на реката.
При село Бял извор, където има ново долинно разширение, Арда завива на североизток и до вливането си в язовир „Кърджали“ запазва тази посока, като тук броят на планинските ѝ меандри още повече се увеличава. В този участък от горното си течение реката тече в дълбок, скалист и мъчнопроходим пролом, особено в района на Дяволския мост (Шейтан кюпрю). Десните ѝ склонове са залесени с широколистни гори, а левите са голи и опороени от сипеи и срутища. Наклонът им достига до 45°, а коритото е с ширина от 50 – 60 m.
В целия този участък от село Средногорци до язовир „Кърджали“ реката тече между югоизточните разклонения на Преспанския дял в Западните Родопи и северозападните склонове на рида Жълти дял в Източните Родопи.

#### Средно течение
При село Аврамово реката завива на югоизток и навлиза в първия (язовир „Кърджали“) от трите големи язовира, изградени по средното ѝ течение. В този участък наклонът на реката е много по-малък (3 – 4‰) в сравнение с горното си течение. След като изтече от стената на язовир „Кърджали“ Арда навлиза в най-голямото си долинно разширение (до 1,2 km), където е разположен град Кърджали, и водите ѝ веднага навлизат в следващия язовир от каскадата – „Студен кладенец“. Тук по северния бряг на язовира следват нови, но по-малки долинни разширения – Широкополско и Гняздовско, а отдясно, от юг, в язовира се влива в нея най-големият ѝ приток – река Върбица.
Преди напускането на язовир „Студен кладенец“ долината ѝ отново става каньоновидна и тук в най-тясната част е изградена стената на язовира. След това, до следващия язовир „Ивайловград“, на протежение от около 25 km се редуват няколко долинни разширение и проломи: Рабовско долинно разширение, пролом в района на село Котлари, Долнополско долинно разширение, теснините Черната скала и Момина скала и накрая преди язовира – малкото Маджаровско долинно разширение.
След град Маджарово водите на Арда навлизат в последния, най-долния от трите язовира – язовир „Ивайловград“, като тук водното огледало на язовира ту се стеснява, ту се разширява в зависимост от участъците, през които преминава реката. Последователно се редуват проломът Кован кая, Бориславското долинно разширение (последното по течението на реката) и Камилдолският пролом (последен по течението ѝ). В най-тясната част на пролома е изградена стената на язовир „Ивайловград“.

#### Долно течение
С изтичането на водите ѝ от язовир „Ивайловград“ започва долното течение на реката. Шест километра след язовирната стена Арда напуска България, завива на изток-североизток и навлиза в Гърция. На гръцка територия реката тече на протежение от 32 km в широка и плитка долина, сред обширни обработваеми земи. Коритото ѝ е широко (на места до 400 m), осеяно с множество временни и постоянни островчета, а течението ѝ е бавно и мудно поради малкия надлъжен наклон – около 2‰.

#### Устие
Река Арда се влива отдясно в река Марица на турска територия, на 32 m н.в., на 1,6 km североизточно от гръцкото село Кастаниес и на 1,8 km западно от турското Караагач, недалеч от град Одрин. Ширината на устието ѝ е 140 m, над което е изграден мостът на жп линията София – Истанбул.

### Водосборен басейн, граници, притоци

#### Водосборен басейн
Цялата площ на водосборния басейн на Арда възлиза на 5795 km², което представлява 10,9% от водосборния басейн на река Марица. На българска територия площта му възлиза на 5201 km² или 89,7%, и обхваща около 90% от област Кърджали (без най-североизточните и най-югоизточните ѝ части), около 40% от област Смолян (югоизточната част), югоизточната част на област Хасково (части от общините Ивайловград, Любимец и Стамболово и цялата община Маджарово) и много малка част от област Пловдив (югоизточната част от община Асеновград).

#### Граници на водосборния басейн
Границата на водосборния басейн на Арда започва от десния бряг на устието ѝ, изкачва се по най-източните разклонения на Източните Родопи и достига до българо-гръцката граница южно от село Драбишна, община Ивайловград. Оттам продължава на северозапад по билото на рида Сърта и на югозапад по билото на рида Ирантепе до село Чал (община Крумовград), където завива на юг и по билото на рида достига до българо-гръцката граница в рида Мъгленик, южно от село Черничево, в района на Джанаваров връх. В този описан участък водосборният басейн на Арда граничи на югоизток и юг с водосборните басейни на Луда река (десен приток на Марица) и няколко малки десни притоци на Марица.
След това вододелът продължава на запад и северозапад по билата на ридовете Мъгленик и Гюмюрджински снежник и Ардински дял, като следи границата между двете държави и достига до връх Средния връх (1950 m), южно от село Мугла. В този участък водосборният басейн на Арда граничи с водосборните басейни на реките Филиури и Сушица, вливащи се директно в Бяло (Егейско море и реките Аркудорема и Дяволска, леви притоци на река Места на гръцка територия.
На северозапад и север водосборният басейн на Арда граничи с водосборните басейни на реките Въча, Чепеларска, Мечка, Каялийка, Харманлийска, Бисерска и още няколко малки реки, всички десни притоци на Марица. Вододелът започва от Средния връх, продължава на североизток през връх Голям Перелик (най-високата точка във водосборния басейн на реката) и по билото на Преспанския дял достига до връх Сини връх (1537 m, южно от село Тополово. От там завива на изток, а при седловината Китката на югоизток. Продължава в същата посока по билото на рида Чуката, а след това на изток по билото на рида Гората и достига до левия бряг на устието на Арда.

#### Притоци
Основни притоци: → ляв приток, ← десен приток
- → Бориковска река
- → Черешовска река
- → Мичевица
- ← Сивинска река
- → Орешовска река
- ← Вълчандере
- ← Елховска река
- → Малка река
- ← Маданска река
- → Черна
- → Малката река
- ← Буковска река
- → Дола
- ← Оваджик
- → Малка Арда
- ← Ардинска река (Егридере)
- → Давидковска река
- → Яйлидере
- → Боровица (Чамдере, влива се в язовир „Кърджали“)
- → Коджадере (влива се в язовир „Кърджали“)
- ← Машкулядере (влива се в язовир „Кърджали“)
- ← Амаглардере (влива се в язовир „Кърджали“)
- ← Ашадере (влива се в язовир „Кърджали“)
- → Гюлюдере
- → Циганско дере
- → Бююкдере
- ← Кьошдере
- ← Саралъдере
- → Зимзеленска река (влива се в язовир „Студен кладенец“)
- → Балабандере (влива се в язовир „Студен кладенец“)
- ← Върбица (най-голям приток, влива се в язовир „Студен кладенец“)
- ← Джерал (влива се в язовир „Студен кладенец“)
- ← Гашакдере (влива се в язовир „Студен кладенец“)
- → Къзлардере (влива се в язовир „Студен кладенец“)
- ← Донголардере (влива се в язовир „Студен кладенец“)
- ← Големица (Бююкдере, влива се в язовир „Студен кладенец“)
- ← Дериндере (влива се в язовир „Студен кладенец“)
- → Перперек (влива се в язовир „Студен кладенец“)
- ← Марадере (влива се в язовир „Студен кладенец“)
- → Акбалъкдере (влива се в язовир „Студен кладенец“)
- → Даракчидере (влива се в язовир „Студен кладенец“)
- → Канлъбююкдере (влива се в язовир „Студен кладенец“)
- → Дермендере (влива се в язовир „Студен кладенец“)
- ← Куртдере
- → Санърдере
- ← Крумовица
- ← Коджадере
- ← Дишликдере
- → Бююкдере
- ← Диймендере
- → Селското дере
- → Тополовска река
- ← Кулиджийска река
- ← Гюргенско дере
- → Къшпаклъдере
- → Олудере (влива се в язовир „Ивайловград“)
- → Средна река (влива се в язовир „Ивайловград“)
- → Урумдере (влива се в язовир „Ивайловград“)
- → Хамазачко дере (влива се в язовир „Ивайловград“)
- → Дълбоката река (влива се в язовир „Ивайловград“)
- ← Куйдере (влива се в язовир „Ивайловград“)
- → Гюргендере (влива се в язовир „Ивайловград“)
- ← Марешница (влива се в язовир „Ивайловград“)
- ← Мъжарица (влива се в язовир „Ивайловград“)
- → Големия дол (влива се в язовир „Ивайловград“)
- → Бостандере
- ← Балъклъдере
- ← Гайдахорска река
- → Айля (в Гърция)
- ← Сенирдере (в Гърция)
- → Калива (в Гърция)
- → Айваликдере (в Гърция)
- ← Атеренска река (Армира, в България и Гърция)
- → Сипур (в Гърция)
- → Карабунар (в Гърция)

### Хидроложки показатели
Река Арда има дъждовно-снежно подхранване, но е силно подложена на средиземноморското влияние. Нейният водосборен басейн е единствен в страната, разположен успоредно на бреговата беломорска линия и отстои на 40 до 60 km от нея. Поради тази причина максималният отток на реката е през зимния сезон – декември-февруари, а минималният – през август и септември. Среден годишен отток при станция „Камилски дол“ 77 m³/s, като Арда е третата по водоносност река в България след Марица и Струма и представлява 13,43% от целия речен отток на страната, който е с обем от 2507 млн. m³ годишно.
- среден отточен модул – 14 l/s/km² (най-голям в България);
- водообезпеченост – 7583 m³/год. на 1 жител във водосборния басейн (най-голям в България, поради малката гъстота на населението в басейна);
- среден наклон на течението – 5,8%;
- коефициент на извитост (меандриране) – 1,9 (един от най-големите в България);
- гъстота на речната мрежа – 1,32 km/km².

Средният наклон за притоците на Арда е в границите между 11‰ (река Върбица) и 78‰ (Черешовска река). Гъстотата на речната мрежа варира от 0,71 km/km² (Кулиджийска река) и 3,41 km/km² (река Оваджик), като само 3 реки притежават гъстота под единица, 14 реки над единица, а останалите между 2 и 3. Коефициентът на извитост (меандриране) варира от 1,2 (Малка река) до 2,4 (река Върбица).

## Селища
По течението на реката са разположени общо 50 населени места, от които в България 41, в т.ч. 3 града и 38 села, а в Гърция – 9 села.

### Селища в България
- Област Смолян

- Община Смолян – Горна Арда, Арда, Могилица, Исьовци, Кошница, Смилян;
- Община Рудозем – Бяла река (Област Смолян), Рудозем;
- Община Мадан – Средногорци, Леска, Цирка, Вехтино;
- Община Баните – няма населени места;

- Област Кърджали

- Община Ардино – Паспал, Бял извор, Китница, Рибарци, Сухово;
- Община Кърджали – Снежинка, Звъника, Старо място, Главатарци, Тополчане, Прилепци, Крайно село, Кърджали, Островица, Седловина, Соколско, Лисиците, Широко поле, Звезделина, Гняздово;
- Община Момчилград – няма населени места;
- Община Крумовград – Студен кладенец, Котлари;

- Област Хасково

- Община Стамболово – Рабово, Долно черковище;
- Община Маджарово – Маджарово, Бориславци, Малки Воден;
- Община Любимец – няма населени места;
- Община Ивайловград – Ламбух.

### Селища в Гърция
По течението на Арда в Гърция са разположени 9 села:
- Област Източна Македония и Тракия

- дем Орестиада – Милея, Галини, Терапион, Саръхадър (Кипринос), Комарли (Комара), Симавна (Амовуно), Делиелес (Елеа), Керемидли (Керамос), Дуджарос (Ризия) и Черекьой (Кастаниес).

## Стопанско значение
Водите на реката в средното ѝ течение са хванати и урегулирани чрез каскада от три язовира („Кърджали“, „Студен кладенец“ и „Ивайловград“), като в основите на язовирните им стени са изградени ВЕЦ, произвеждащи евтина електроенергия. Започнато е и изграждане на 4-ти, най-горен язовир – „Горна Арда“. Зимните пълноводия правят река Арда хидроенергиен феномен, дължащ се на пълното покритие на максималните нужди от електроенергия в системата, съвпадащо с речното пълноводие. Това съвпадение почти премахва необходимостта от сезонни обеми в язовирите. Големите водни маси и малките наклони дават отражение върху схемите за използване на водите. Те се свеждат преди всичко до язовирни стъпала по главното русло на реката със значителни обеми без напорни деривации или с къси такива.
Освен за производство на електроенергия, малка част от язовирните води се използват и за напояване на земеделски земи в по-горе изброените долинни разширения.
По долината на реката преминават участъци от 5 пътя от Държавната пътна мрежа:
- на протежение от 11,6 km между село Средногорци и град Рудозем, участък от Републикански път II-86 Пловдив – Смолян – Рудозем – ГКПП Елидже;
- на протежение от 19,1 km между селата Средногорци и Бял извор, участък от Републикански път III-865 Средногорци – Ардино – Кърджали;
- на протежение от 20,1 km между селата Горна Арда и Смилян, участък от Републикански път III-8683;
- на протежение от 10,9 km между село Смилян и град Рудозем, целият участък от Републикански път III-8681;
- на протежение от 10 km между разклона за град Маджарово и село Малки Воден, участък от Републикански път III-8081.

## Растителен и животински свят
Поречието на реката е било едно от най-добре залесените поречия в цяла България. Вследствие обаче на безплановото им използване в миналото и безогледната им експлоатация голяма част от горите са изсечени, поради което днес обширни площи са обезлесени или покрити със слаби, закелевели гори.
Общо в поречието на Арда 2170 km² са заети от нискостеблени и иглолистни гори, което представлява около 40% от цялата водосборна площ. Доминиращо влияние имат нискостеблените гори представени от цер, благун, космат дъб със средиземноморски елементи като червена хвойна и плюскач. Карстовият район между селата Орешари-Долно Черковище е почти изцяло от гори от келяв габър, примесен с маклен и мъждрян. Срещат се също и храсталаци от драка и люляк, примесени със смин. Могат да се открият и единични дървета от бадемолистна круша и фисташка. Иглолистните гори са съсредоточени в западната част на водосборния басейн, докато нискостеблените са разпръснати в останалата част на поречието, главно в граничните райони и долното течение на реката.
Горното течение на реката е сравнително слабо залесено – едва 35% до град Рудозем, като тук преобладават иглолистните гори и отчасти нискостеблените.
Най-слабо залесено е средното течение на реката, където има само отделни малки закелевели горички. Изключение прави южната гранична ивица на водосборния басейн с ширина между 5 и 10 km, където горните течение на реките Върбица и Крумовица и техните притоци, водещи началото си от Южните Родопи, са заети от гъсти нискостеблени гори. След устието на десния приток на Арда Кулиджийска река, която служи за естествена граница между незалесените и залесените части на поречието, нискостеблените гори имат широко разпространение, като процентът на залесеност достига до 70%. Този си характер поречието запазва до напускането на реката на българска територия.

## Археологически, архитектурни и природни забележителности
Поречието на Арда и долините на притоците ѝ още от дълбока древност са били предпочитано място за създаване на селища. В района на град Кърджали при строителни работи е открито селище от 6 хил. г. пр. Хр., като много от намерените предмети при археологическите разкопки са във фонда на Регионалния исторически музей. В това отношение не правят изключение и отдавна известните тракийски култови комплекси Перперек наричан през последните 20 години и Перперикон, както и „Татул“. Почти на всяко възвишение по завоите на реката е имало изградени крепости и наблюдателни кули, като руините на много от тях са запазени. Такива са крепостите Кривус при село Башево, Патмос край хижа „Боровица“, Шеста крепост (отъждествявана с крепостта Моняк) край Кърджали и други.
За преминаване на древните пътища към Беломорието на реката са били изградени няколко каменни моста, внушителни по своите размери и впечатляващи и днес със своята оригинална архитектура. Такъв един изцяло съхранен от времето е Дяволският мост в района на село Дядовци (община Ардино). Отделни части от мостове има на няколко места в региона: край селата Сухово и Боровица, а други 3 са останали под водите на язовирите.
Реката с нейните язовири е приятно място за отдих и почивка, а във водите им се срещат различни видове риба, превръщайки се в любимо място за много запалени рибари.

## Други
На Арда е наречена улица в квартал „Орландовци“ в София (Карта).

## Топографска карта
- Лист от карта K-35-74. Мащаб: 1 : 100 000.
- Лист от карта K-35-75. Мащаб: 1 : 100 000.
- Лист от карта K-35-76. Мащаб: 1 : 100 000.
- Лист от карта K-35-86. Мащаб: 1 : 100 000.
- Лист от карта K-35-87. Мащаб: 1 : 100 000.
- Лист от карта K-35-88. Мащаб: 1 : 100 000.
- Лист от карта K-35-89. Мащаб: 1 : 100 000.
- Лист от карта K-35-99. Мащаб: 1 : 100 000.
- Лист от карта K-35-100. Мащаб: 1 : 100 000.